# Eich LU
| LU ist das Kürzel für den Kanton Luzern in der Schweiz. Es wird verwendet, um Verwechslungen mit anderen Einträgen des Namens Eich zu vermeiden. |

Eich ist eine politische Gemeinde im Wahlkreis Sursee des Kantons Luzern in der Schweiz.

## Geographie
Die Gemeinde liegt am Ostufer des Sempachersees zwischen Sempach und Sursee. Seit dem Bau des Autobahntunnels "Eich" ist das Dorf zweigeteilt in das Unterdorf am See und das Oberdorf bei der Kirche. Durch das Dorf fliesst der Dorfbach. An der nördlichen Gemeindegrenze fliesst der Brandbach, vom Eichwald nördlich des Weilers Oberhundgellen (714 m ü. M., 1,6 km in nordöstlicher Richtung vom Dorf entfernt) über den Weiler Brand (711 m ü. M.; 1,6 km in nördlicher Richtung vom Dorf entfernt) Richtung Schenkon. An der Gemeindegrenze zu Schenkon liegt der Weiler Buchmatt (548 m ü. M.), am Hang darüber der Weiler Voremwald (699 m ü. M.; 1,8 km nordnordwestlich des Dorfs). Grösster Ortsteil ausserhalb des zweigeteilten Dorfs ist Vogelsang (695 m ü. M.), ein eigenes Quartier weiter oben am Hang; 1,3 km vom Dorfzentrum am See entfernt.
Das Gemeindegebiet ist 922 ha gross – ohne den Anteil am Sempachersee allerdings nur 589 ha. Von der Landfläche werden 63,6 % landwirtschaftlich genutzt, 19,1 % sind Wald und Gehölz und 17,1 % Siedlungsfläche (Stand 2015/16).

## Bevölkerung
| Bevölkerungsentwicklung | Bevölkerungsentwicklung |
| Jahr                    | Einwohner               |
| ----------------------- | ----------------------- |
| 1850                    | 551                     |
| 1900                    | 434                     |
| 1970                    | 521                     |
| 1980                    | 754                     |
| 1990                    | 972                     |
| 2000                    | 1256                    |
| 2010                    | 1667                    |

Trotz der reizvollen landschaftlichen Lage am Sempachersee und an einem Sonnenhang schrumpfte die Bevölkerung bis ins Jahr 1900 markant (1850–1900: - 21,2 %). Danach schwankte die Einwohnerzahl bis ins Jahr 1970 zwischen 470 und 520 Bewohnern. Seither wächst sie wegen der guten Verkehrserschliessung durch die Autobahn und die schöne Lage ununterbrochen (1970–2004: + 176,4 %).

### Sprachen
Die Bevölkerung spricht eine hochalemannische Mundart. Bei der Volkszählung 2000 gaben 97,69 % Deutsch, 0,48 % Französisch und 0,40 % Englisch als Hauptsprache/Alltagssprache an.

### Religionen – Konfessionen
Die Bevölkerung ist traditionell katholisch. Anlässlich der letzten Volkszählung ergab sich folgendes konfessionelles Bild: 75,24 % römisch-katholische, 15,21 % evangelisch-reformierte und 0,48 % christkatholische Christen. Daneben gab es 6,29 % Konfessionslose und 0,48 % Muslime (Stand 2000).

### Herkunft – Nationalität
Ende 2022 waren von den 1623 Einwohnern 1513 Schweizer und 110 (= 6,8 %) Ausländer. Die Einwohnerschaft bestand aus 93,2 % Schweizer Staatsbürgern. Ende 2022 stammten die ausländischen Einwohner aus Deutschland (50 Personen), Portugal (6), Italien und der Türkei (je 5). 39 Personen stammten aus dem übrigen Europa, und 5 waren aussereuropäischer Herkunft.

## Geschichte

Luftbild (1964)

Die Gegend ist schon seit Jahrtausenden besiedelt. Am Sempachersee stand um 1700 v. Chr. eine Ufersiedlung. Auch Funde aus der Hallstattzeit, aus römischer und alemannischer Zeit belegen die dauerhafte Besiedelung.
Erstmals erwähnt wird die Gemeinde unter dem Namen Heiche im Schutzbrief des deutschen Königs Heinrich III. als Besitz des Chorherrenstifts Beromünster am 23. Januar 1045. Es wurde unter der Herrschaft der Habsburger nominell von Sempach verwaltet. Die faktische Herrschaft über Twing und Bann übte aber der örtliche Priester aus. Eich geriet im Jahr 1415 unter die Herrschaft der Stadt Luzern und wurde Teil des Michelsamts. Im Bauernkrieg belagerten die Eicher die Stadt Sempach. Von 1798 bis 1803 gehörte es zum Distrikt Sempach, seither zum damals neu geschaffenen Amt Sursee.

## Politik

### Gemeinderat
Der Gemeinderat Eich besteht aus fünf Mitgliedern und ist wie folgt aufgestellt (Legislatur 2020–2024):
- Adrian Bachmann (Mitte): Gemeindepräsident
- Roger Giger (SVP): Finanzen und Steuern
- Stefan A. Dettwiler (FDP): Umwelt und Infrastruktur
- Conny Fellmann (Mitte): Soziales und Gesellschaft
- Bettina Meyer (FDP): Bildung

### Kantonsratswahlen
Bei den Kantonsratswahlen 2023 des Kantons Luzern betrugen die Wähleranteile in Eich: SVP 34,03 %, Mitte (mit GenMitte) 25,30 %, FDP 23,97 %, glp 6,97 %, SP (mit JUSO) 5,12 % und Grüne (mit JG und GrüneKuG) 4,61 %.

### Nationalratswahlen
Bei den Schweizer Parlamentswahlen 2023 betrugen die Wähleranteile in Eich: SVP 36,2 %, Mitte 28,0 %, FDP 20,6 %, glp 5,5 %, SP 4,4 %, Grüne 2,5 %, übrige 2,7 %.

## Verkehr

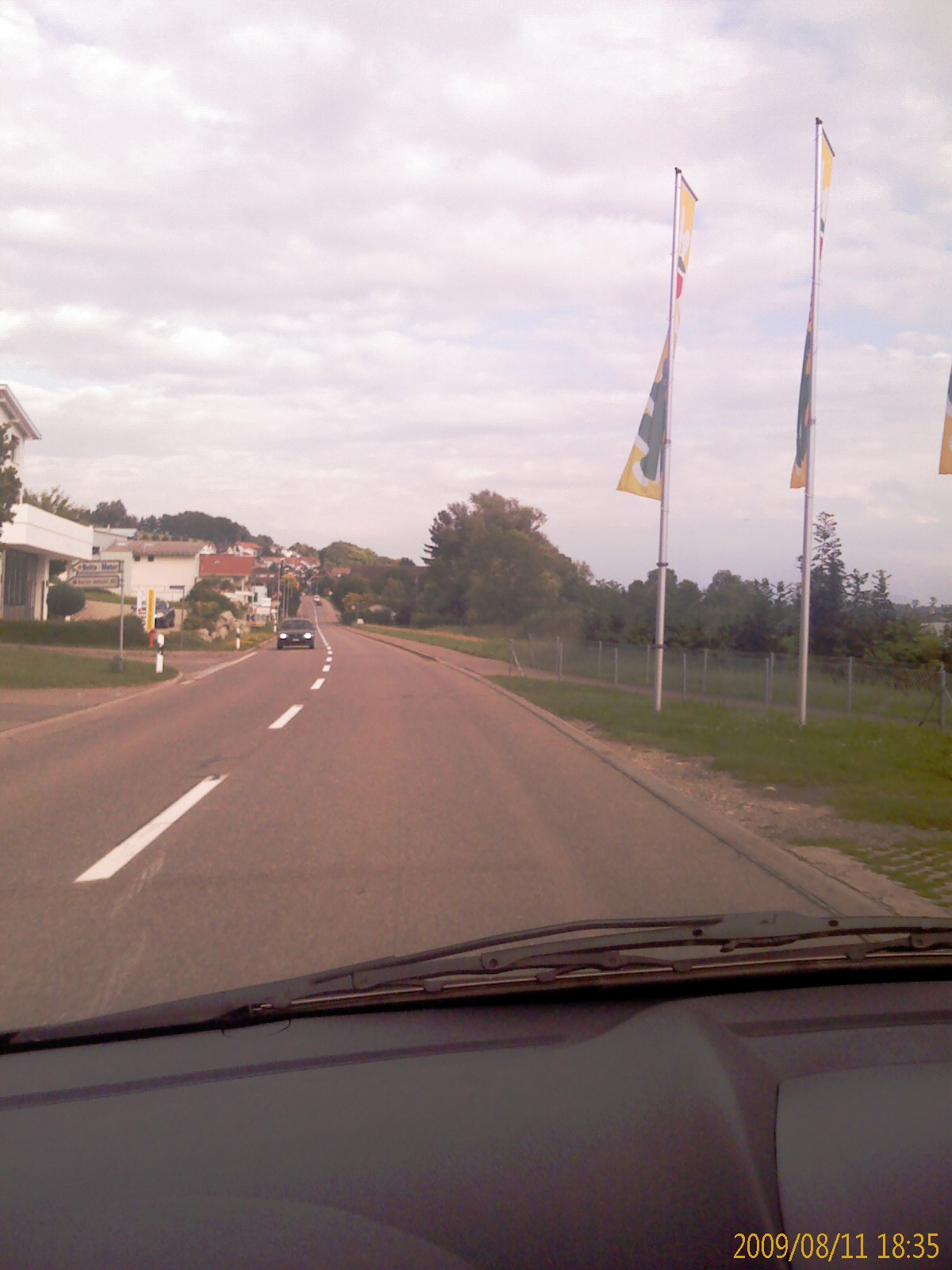
Eich – Strasse Sempach–Sursee

Die Gemeinde liegt an keiner Bahnlinie, hat jedoch durch die Postautolinie Sempach-Neuenkirch–Sursee guten Anschluss ans Netz des Öffentlichen Verkehrs.
Eich liegt an der Strasse Sempach–Sursee, der rechtsufrigen Strasse entlang des Sempachersees. Ein Tunnel der Autobahn A2 durchquert das Gemeindegebiet. Die nächstgelegenen Autobahnanschlüsse sind Sempach in 3 km und Sursee in 8 km Entfernung.